# Gyllene Portens palats
Gyllene Portens palats var ett palats i Bagdad i Irak.
Byggnaden var huvudresidens för kaliferna av abbasidernas dynasti under 700-talet. Den uppfördes efter att staden Bagdad grundades som Abbasidkalifatets nya huvudstad år 762. Den var sedan den officiella byggnaden för kaliferna seklet ut, även om de i praktiken ofta föredrog Khuldpalatset. Från 813 ersattes det alltmer av Hasanipalatset.[källa behövs]